# F3 europea
Il Campionato europeo FIA di Formula 3 è stato un campionato motoristico organizzato dalla FIA. Riservato a vetture di Formula 3, nacque nel 1966, e subì vari cambiamenti nella denominazione e nella formula. Venne interrotto nel 2002, sostituito dalla F3 Euro Series, prima di essere reintrodotto nel 2012 con la nuova denominazione FIA European F.3 Championship, campionato che si è svolto fino alla stagione 2018.

## Storia

### La Coppa delle Nazioni Europee
La serie cominciò nel 1966, come gara unica per team nazionali e chiamata Coppa delle Nazioni Europee di Formula 3, erano ammesse squadre composte da un massimo di tre piloti, scelti dalle autorità sportive nazionali, ma potevano essere iscritte più di una squadra per nazione. La nazione vincente aveva il diritto di organizzare l'edizione seguente.

### Il Campionato Europeo
Nel 1975, con l'introduzione delle nuove vetture da 2000 cm³, fu organizzato il primo campionato europeo, con gare disputate nei vari paesi europei ma senza più vincoli di designazione dei partecipanti da parte delle autorità sportive nazionali e aprendo la partecipazione anche ai piloti extraeuropei. Nel 1984 è stato cancellato e rimpiazzato, l'anno seguente, dalla Coppa Europa di Formula 3.

### La Coppa Europa
La Coppa Europa si è disputata in gara unica, su circuiti ogni anno diversi, dal 1985 al 1990, la gara si disputava a fine stagione e la partecipazione era aperta ai migliori piloti dei vari campionati nazionali europei. Dopo alcuni anni di sospensione, la FIA, tra il 1999 e il 2002, ha ripristinato la titolazione di Coppa Europa assegnandola alla gara del campionato francese che si disputava sul circuito di Pau.

### La F3 Euro Series
Nel 1987, la EFDA (European Formula Drivers Association) ha iniziato un nuovo campionato europeo, articolato in tre eventi e chiamato F3 Euroseries, ma è stato disputato per una sola stagione. Una nuova serie europea, riusando la definizione F3 Euro Series, è stata disputata dal 2003 al 2012.

### La FIA F3 Europea

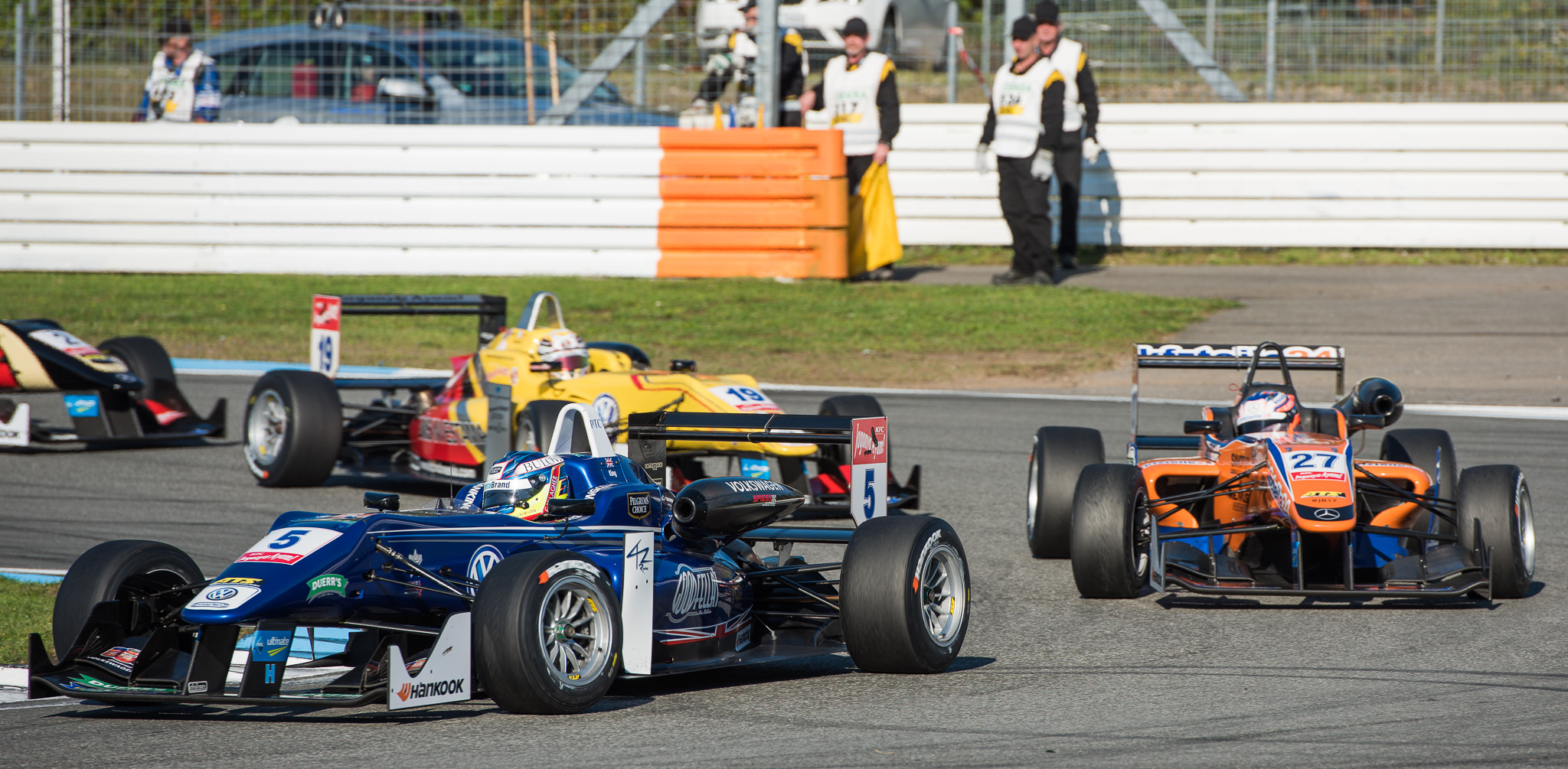
Una gara di FIA F3 Europea della stagione 2014 all'Hockenheimring

Il 9 marzo 2012 viene annunciata dalla FIA la rinascita del campionato, denominato FIA European F.3 Championship, che di fatto assorbe il Campionato Internazionale FIA di Formula 3 e la F3 Euro Series. Tale campionato si disputa fino al 2018, e dal 2019 si unisce alla GP3 Series per la creazione di un nuovo Campionato FIA di Formula 3.

## Albo d'oro

### Coppa delle Nazioni Europee di Formula 3
| Stagione | Nazione       | Piloti                                          |
| -------- | ------------- | ----------------------------------------------- |
| 1966     | Gran Bretagna | Chris Irwin-Piers Courage-Peter Gethin          |
| 1967     | Svizzera      | Clay Regazzoni-Silvio Moser                     |
| 1968     | Svizzera      | Clay Regazzoni-Jürg Dubler-Salomon              |
| 1969     | Svezia        | Ronnie Peterson-Freddy Kottulinsky-Torsten Palm |
| 1970     | Svezia        | Torsten Palm-Ulf Svensson-Gustav Dieden         |
| 1971     | Francia       | Rousselot-Jacques Coulon-Lafosse                |
| 1972     | Francia       | Michel Leclère-Serpaggi-Guitteny                |

### Campionato Europeo di Formula 3
| Stagione                                                            | Pilota             | Team / Vettura                                                   | Punti | Vittorie | Pole-position | Giri più veloci | Margine (punti) |
| ------------------------------------------------------------------- | ------------------ | ---------------------------------------------------------------- | ----- | -------- | ------------- | --------------- | --------------- |
| 1975                                                                | Larry Perkins*     | Team Cowangie Ralt RT1-Ford Novamotor                            | 18    | 2        | 3             | 0               | 6               |
| 1976                                                                | Riccardo Patrese   | Trivellato Racing Chevron B34-Toyota Novamotor                   | 52    | 4        | 2             | 3               | 0               |
| 1977                                                                | Piercarlo Ghinzani | AFMP Euroracing March 773-Toyota Novamotor                       | 61    | 3        | 1             | 1               | 15              |
| 1978                                                                | Jan Lammers        | Racing Team Holland Ralt RT1-Toyota Novamotor                    | 71    | 4        | 2             | 4               | 0               |
| 1979                                                                | Alain Prost        | Oreca Martini MK27-Renault                                       | 67    | 6        | 4             | 6               | 49              |
| 1980                                                                | Michele Alboreto   | Euroracing March 803-Alfa Romeo Novamotor                        | 60    | 4        | 3             | 1               | 6               |
| 1981                                                                | Mauro Baldi        | Euroracing March 813-Alfa Romeo Novamotor                        | 90    | 8        | 6             | 7               | 29              |
| 1982                                                                | Oscar Larrauri     | Euroracing Ralt-Alfa Romeo Novamotor                             | 87    | 7        | 6             | 4               | 26              |
| 1983                                                                | Pierluigi Martini  | Pavesi Racing Ralt RT3-Alfa Romeo Novamotor                      | 66    | 4        | 3             | 5               | 4               |
| 1984                                                                | Ivan Capelli       | Enzo Coloni Racing Car Systems Martini MK42-Alfa Romeo Novamotor | 60    | 4        | 2             | 4               | 6               |
| * - Nel 1975, il campionato era chiamato Coppa europea di Formula 3 |                    |                                                                  |       |          |               |                 |                 |

### Coppa Europa di Formula 3
| Anno        | Pilota             | Telaio/Mototre                    | Team                                | Circuito      |
| ----------- | ------------------ | --------------------------------- | ----------------------------------- | ------------- |
| 1985        | Alex Caffi         | Dallara F385 Alfa Romeo Novamotor | Gulf Enzo Coloni Racing Car Systems | Paul Ricard   |
| 1986        | Stefano Modena     | Reynard 863 Alfa Romeo Novamotor  | Euroteam                            | Imola         |
| 1987        | Steve Kempton      | Reynard 873 Alfa Romeo Novamotor  | Reynard R&D                         | Silverstone   |
| 1988        | Joachim Winkelhock | Reynard 883 Volkswagen Spiess     | WTS Liqui Moly                      | Nürburgring   |
| 1989        | Gianni Morbidelli  | Dallara F389 Alfa Romeo Novamotor | Forti Corse                         | Misano        |
| 1990        | Alessandro Zanardi | Dallara F390 Alfa Romeo Novamotor | RC Motorsport                       | Le Mans       |
| 1991 - 1998 | Non disputata      | Non disputata                     | Non disputata                       | Non disputata |
| 1999        | Benoît Tréluyer    | Dallara F399 Renault Sodemo       | Signature Compétition               | Pau           |
| 2000        | Jonathan Cochet    | Dallara F300 Renault Sodemo       | Signature Elf                       | Pau           |
| 2001        | Anthony Davidson   | Dallara F301 Honda Mugen          | Carlin Motorsport                   | Pau           |
| 2002        | Renaud Derlot      | Dallara F302 Renault Sodemo       | ARTA Signature Elf                  | Pau           |

### Campionato Europeo FIA di Formula 3
| Stagione | Pilota             | Team            | Rookie            |
| -------- | ------------------ | --------------- | ----------------- |
| 2012     | Daniel Juncadella  | Non assegnato   | Non assegnato     |
| 2013     | Raffaele Marciello | Prema Powerteam | Non assegnato     |
| 2014     | Esteban Ocon       | Prema Powerteam | Esteban Ocon      |
| 2015     | Felix Rosenqvist   | Prema Powerteam | Charles Leclerc   |
| 2016     | Lance Stroll       | Prema Powerteam | Joel Eriksson     |
| 2017     | Lando Norris       | Prema Powerteam | Lando Norris      |
| 2018     | Mick Schumacher    | Prema Powerteam | Robert Shwartzman |